# It Takes You Away
"It Takes You Away" é o nono episódio da décima primeira temporada da série de ficção científica britânica Doctor Who, transmitido originalmente através da BBC One em 2 de dezembro de 2018. Foi escrito por Ed Hime, sendo dirigido por Jamie Childs.
Situado na Noruega em 2018, o episódio envolve a viajante do tempo alienígena do Doutora (Jodie Whittaker) e seus companheiros Graham O'Brien (Bradley Walsh), Ryan Sinclair (Tosin Cole), e Yasmin Khan (Mandip Gill) investigando o desaparecimento de um viúvo chamado Erik (Christian Rubeck).
O episódio foi assistido por 6,42 milhões de espectadores e recebeu avaliações positivas dos críticos.

## Enredo
A Doutora e seus companheiros chegam à Noruega atual, materializando-se perto de uma cabana. Hannah e seu pai Erik se mudaram para lá após a morte de sua mãe Trine. Seu pai desapareceu desde então, com Hanne em busca dele, ela fica ouvindo uma criatura na cabana todos os dias. No andar de cima, o grupo descobre um espelho sem reflexo, revelado como um portal. Enquanto a Doutora, Graham e Yasmin entram, Ryan fica com Hanne. A descoberta de Ryan leva Hannah a derrubá-lo e entrar no portal.
A Doutora e os outros se encontram na Antezona, um espaço entre os universos para evitar danos catastróficos. Eles encontram brevemente Fitas, um estrangeiro que orienta-los através da zona apenas para se tornar presa para traças comedores de carne ao tentar tomar a chave de fenda sônica da Doutora. Os outros os evadem entrando em outro portal, encontrando-se dentro de um universo paralelo refletido, Erik conversa com Trine, apesar dela estar morta. Ao mesmo tempo, Graham encontra sua própria esposa morta, Grace. A Doutora deduz que eles encontraram o Solitract, um universo senciente incompatível com o próprio universo deles, que está buscando companhia. Hanne chega e imediatamente identifica que a versão de Trine dentro do Solitaire não é sua mãe.
Hanne é expulsa de volta à Antezona, assim como a Doutora percebe que várias presenças dentro do Solitract ameaçam derrubá-lo. Enquanto ela convence todos a sairem, Erik se recusa a ir. A Doutora então se oferece para ocupar o lugar de Erik e dar a ele uma ampla experiência do universo. Ele concorda com todas as ofertas e ejeta Erik, trazendo a Doutora para uma sala dentro de um espaço em branco. Apesar de seu entusiasmo com a perspectiva de falar com um universo consciente, como Soltract assume a forma de um sapo falante, a Doutora explica que ela não pode ficar. O Solitract libera antenas antes que os portais entrem em colapso. Após a aventura, Erik decide retornar a Oslo com Hanne, enquanto Ryan se une a Graham.

### Continuidade
Durante o episódio, Yasmin faz uma sugestão à Doutora de "reverter a polaridade". Esta é uma referência a uma frase recorrente feita pelo Terceiro Doutor durante suas histórias na série original.

## Transmissão e recepção
| Críticas profissionais            | Críticas profissionais |
| Avaliações da crítica             | Avaliações da crítica  |
| Fonte                             | Avaliação              |
| --------------------------------- | ---------------------- |
| Rotten Tomatoes (Tomatometer)     | 100%                   |
| Rotten Tomatoes (Pontuação geral) | 7.7                    |
| Entertainment Weekly              | B                      |
| Daily Mirror                      | [ 4 ]                  |
| Metro                             | [ 5 ]                  |
| New York Magazine                 | [ 6 ]                  |
| Radio Times                       | [ 7 ]                  |
| The A.V. Club                     | A-                     |
| The Telegraph                     | [ 9 ]                  |
| The Independent                   | [ 10 ]                 |
| TV Fanatic                        | [ 11 ]                 |

### Audiência
"It Takes You Away" foi assistido por 5,07 milhões de telespectadores durante sua exibição inicial, uma participação de 25,1% da audiência total da TV do Reino Unido, tornando-se a quinta maior audiência durante a noite e a 27.ª maior audiência da semana. O episódio recebeu um total oficial de 6,42 milhões de espectadores em todos os canais do Reino Unido, tornando-se o 22.º programa mais assistido da semana, e teve uma pontuação no índice de valorização do público-alvo (Appreciation Index) de 80.

### Recepção crítica
O episódio tem um índice de aprovação de 100% no Rotten Tomatoes, e uma pontuação média de 7.7 / 10 com base em 19 avaliações. O consenso crítico do site descreve, "elevada pelo desempenho cômico e empático de Bradley Walsh, o episódio supera a maioria de suas incongruências para oferecer uma meditação convincente sobre tristeza e culpa."